# کودتای ۱۹۹۶ قطر
کودتای ۱۹۹۶ قطر یک تلاش نافرجام برای کودتا در کشور قطر بود که در شب ۱۴ فوریه ۱۹۹۶، علیه امیر حمد بن خلیفه آل ثانی، که کمتر از یک سال از سلطنتش می‌گذشت، شکل گرفت و خنثی شد. اطلاعات قطر کودتا را «عملیات ابوعلی» نامید.
جزئیات جدیدی در مورد کودتا در سال ۲۰۱۸ توسط یک مستندساز در شبکه الجزیره ارائه گردید که پس از بحران دیپلماتیک قطر شرح داده شد. بحرین، مصر، عربستان سعودی و امارات متحده عربی در این مستند به توطئه برای سرنگونی حمد بن خلیفه آل ثانی متهم می‌شدند.

## انگیزه‌ها
ولیعهد حمد بن خلیفه آل ثانی در ۲۷ ژوئن ۱۹۹۵ کودتای موفقی علیه پدرش خلیفه بن حمد آل ثانی انجام داد و به این ترتیب رسماً امیر قطر شد. کودتا که در زمان سفر شیخ خلیفه به سوئیس انجام شد و بدون خونریزی بود. شیخ خلیفه در واکنش به انتقال قدرت، پسرش را «مرد جاهل» خواند و اعلام کرد که خودش همچنان حاکم مشروع کشور است. شیخ خلیفه بعداً به امارات متحده عربی پناهنده شد.
در سال اول سلطنت امیر حمد، اقدامات مهمی برای ارتقای آزادی مطبوعات انجام پذیرفت و همچنین گام‌هایی به سوی پارلمانی شدن و دموکراتیک کردن مملکت برداشته شد. این اعمال امیر جدید در تضاد شدید با رویکرد پدرش بود که سیاست‌ها و ارزش‌های سنتی‌تر و از نظر فرهنگی محافظه‌کارتر را پیش گرفته بودند.

## کودتا
بسیاری از اعضای بلندپایه خاندان آل ثانی که هنوز از متحدان امیر مخلوع بودند، برای سرنگونی امیر حمد یک ضد کودتا ترتیب دادند. قطر مدعی شده‌است که کودتا از حمایت دولت‌های خارجی و عمدتاً از سوی امارات متحده عربی، عربستان سعودی، مصر و بحرین برخوردار بود. مقاله ای در نیویورک تایمز در سال ۱۹۹۷ چاپ شد که از برخی دیپلمات‌های غربی گمنام روایت کرد که کودتا فقط با آگاهی و رضایت عربستان سعودی و امارات متحده عربی می‌توانست طراحی شده باشد.
در سال ۲۰۱۸ و پس از بحران دیپلماتیک قطر در سال ۲۰۱۷، الجزیره جزئیات جدیدی را در قالب یک مستند پخش کرد. بر اساس این مستند، هدف اصلی این عملیات، این بود که مردان مسلح امیر حمد را در محل اقامتش در نزدیکی جاده الریان در حبس خانگی قرار دهند. این کار در ابتدا قرار بود ساعت ۵ صبح روز ۱۶ فوریه رخ دهد، اما برای کاهش احتمال لو رفتن عملیات، به ۱۴ فوریه تغییر داده شد. به گفته اطلاعات قطر، این تغییر به دستور محمد بن زاید آل نهیان، که در آن زمان رئیس نیروهای مسلح امارات بود، صورت گرفت. علاوه بر این، اسناد اطلاعاتی قطر مدعی هستند که قرار بود توطئه‌گران پس از در اختیار گرفتن کامل تأسیسات نظامی قطر، برای کمک به شبه‌نظامیان از کشور سعودی نیروی کمکی بیاورند. با این حال، کودتا در نهایت کشف و قبل از اجرای عملیات خنثی شد.
به گزارش الجزیره، پائول باریل، فرمانده سابق ارتش فرانسه، برای اجرای عملیات کودتا در قطر، با امارات قرارداد بست و تسلیحات دریافت کرد. انور قرقاش وزیر امور خارجه امارات در واکنش به این مستند اظهار داشت که پائول بریل در واقع مامور امنیتی شیخ خلیفه بن حمد آل ثانی قطر بوده که به ابوظبی سفر کرده و هیچ ارتباطی با امارات نداشت و این مستند تلاشی جعلی است تا امارات را کودتاگر نشان دهد.